# ایستگاه قطار شهری فرودگاه شهید هاشمی‌نژاد
ایستگاه قطار شهری فرودگاه شهید هاشمی‌نژاد یکی از ایستگاه‌های خط ۱ قطار شهری مشهد است که در فرودگاه شهید هاشمی‌نژاد قرار دارد. این ایستگاه در ۱۷ بهمن ۱۳۹۴ با حضور حسن روحانی، رئیس جمهور به بهره‌برداری رسید و نخستین ایستگاه متروی فرودگاهی ایران است.
از این ایستگاه یک خط اتوبوس‌رانی مشهد و حومه می‌گذرد.